# Un fauve en cage
Un fauve en cage est le 14e album de la série de bande dessinée Jérôme K. Jérôme Bloche d’Alain Dodier. L'ouvrage est publié en 2000.

### Documentation
- Jean-Pierre Fuéri, « Dura (so)lex », BoDoï, no 31,‎ juin 2000, p. 13.